# 布萊克多姆 (新墨西哥州)
布萊克多姆（英語：Blackdom）是位於美國新墨西哥州查維斯縣的鬼鎮。

## 歷史
布萊克多姆的郵局於1912年設立，其後於1919年停運。

## 地理
布萊克多姆所處的海拔為高於海平面1109米（即3638英呎），而該地所採用的時區為UTC-7，即北美山地时区（MST）。同時該地設有夏令時間，為UTC-7調快一小時，即UTC-6（MDT）。